# Stefano Borgia
 Stefano Borgia (né le 3 décembre 1731 à Velletri, dans l'actuelle province de Rome, dans le Latium, alors dans les États pontificaux et mort le 23 novembre 1804 à Lyon) est un cardinal, historien et collectionneur italien du XVIIIe siècle et du début du XIXe siècle.

## Biographie

### Famille
Stefano Borgia est le deuxième fils de Camillo Borgia (1681-1763) et Maddalena Gagliardi (1708-1778). Il est confié à l'âge de neuf ans à son oncle Alessandro Borgia (1682-1764), archevêque de Fermo. À Fermo, il étudie la philosophie et la théologie sous la direction de son oncle. En 1752, il obtient un doctorat en théologie à l'Université de Fermo. Il n'a qu'un lointain lien de parenté avec la branche principale des Borgia qui a donné les plus illustres membres de la famille comme les papes Alexandre VI et Calixte III.

### Vie et carrière
Clément XIII nomme le jeune Stefano Borgia en 1758 comme gouverneur de l'exclave papale de Benevento. Il y écrit notamment l'histoire de la ville en trois tomes, le Memorie istoriche della pontificia città di Benevento dal secolo VIII al secolo XVIII.
Il exerce diverses fonctions au sein de la curie romaine. Le pape Pie VI le crée cardinal lors du consistoire du 30 mars 1789. En 1792 il est camerlingue du Sacré Collège. Le pape le charge de la gestion de Rome pendant l'invasion des Français en 1797-1798.
Borgia accompagne le pape dans son emprisonnement à Valence. Il participe au conclave de 1799-1800, lors duquel le pape Pie VII est élu. Il est recteur du collège romain, pro-préfet de la Congrégation pour la propagation de la foi et préfet de la Congrégation de l'Index (1802). Il meurt à Lyon, en accompagnant Pie VII à Paris pour le couronnement de Napoléon.
Le cardinal Stefano Borgia est le fondateur d'un musée important à Velletri pour des pièces de monnaie et des manuscrits.